# Anthela inconstans
Anthela inconstans is een vlinder uit de familie van de Anthelidae. De wetenschappelijke naam van de soort is voor het eerst geldig gepubliceerd in 1915 door Joicey, Noakes & Talbot.